# Araviscs
Els araviscs (en llatí Aravisci o Eravisci, en grec antic Ἀραβίσκοι) eren un poble de Pannònia, que vivien a la riba dreta del Danubi. Eren d'origen celta, per bé que segons alguna font podrien ser propers als osis, un poble germànic, i probablement tenien un origen comú.